# Pepřotvaré
Pepřotvaré (Piperales) je řád nižších dvouděložných rostlin zahrnující celkem 5 čeledí. Jsou to byliny i dřeviny, rozšířené především v tropech.

## Charakteristika
Pepřotvaré jsou byliny nebo dřeviny s měkkým dřevem, s jednoduchými listy s primárně dlanitou žilnatinou. V pokožce jsou anomocytické průduchy (se sousedními buňkami identickými s ostatními buňkami epidermis). Mezi hlavní synapomorfie tohoto řádu náležejí dvouřadě uspořádané listy, pochva na bázi listu a nukleární endosperm. Charakteristické jsou také zbytnělé nody, cévy s jednoduchými perforacemi a jednotlivé cévní svazky, často vytvářející dřevo se širokými paprsky.
Řád vykazuje některé znaky jednoděložných, zejména trojčetné květy a plastidy sítkovic shodného typu (jako u jednoděložných).
 U některých čeledí je ve stonku více nepravidelných kruhů cévních svazků. Objevuje se pseudomonokotylie – vyvíjí se jen jedna děloha, druhá zakrňuje.

## Rozšíření
Většina zástupců řádu pepřotvaré roste v tropech. V evropské květeně je podobně jako v ČR zastoupena pouze čeleď podražcovité (Aristolochiaceae), a to rody podražec (Aristolochia) a kopytník (Asarum).

## Taxonomie
Přehled čeledí řádu pepřotvaré
- ještěrkovcovité (Saururaceae)
- pepřovníkovité (Piperaceae)
- podražcovité (Aristolochiaceae)
- Hydnoraceae
- Lactoridaceae

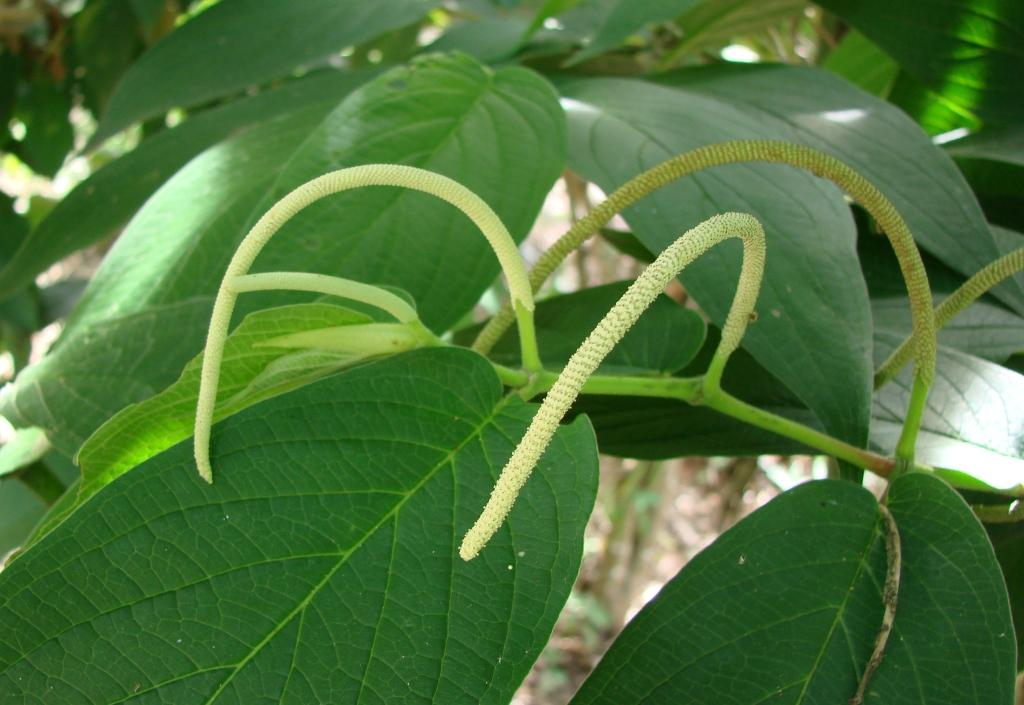
Pepřovník Piper aduncum, čeleď pepřovníkovité
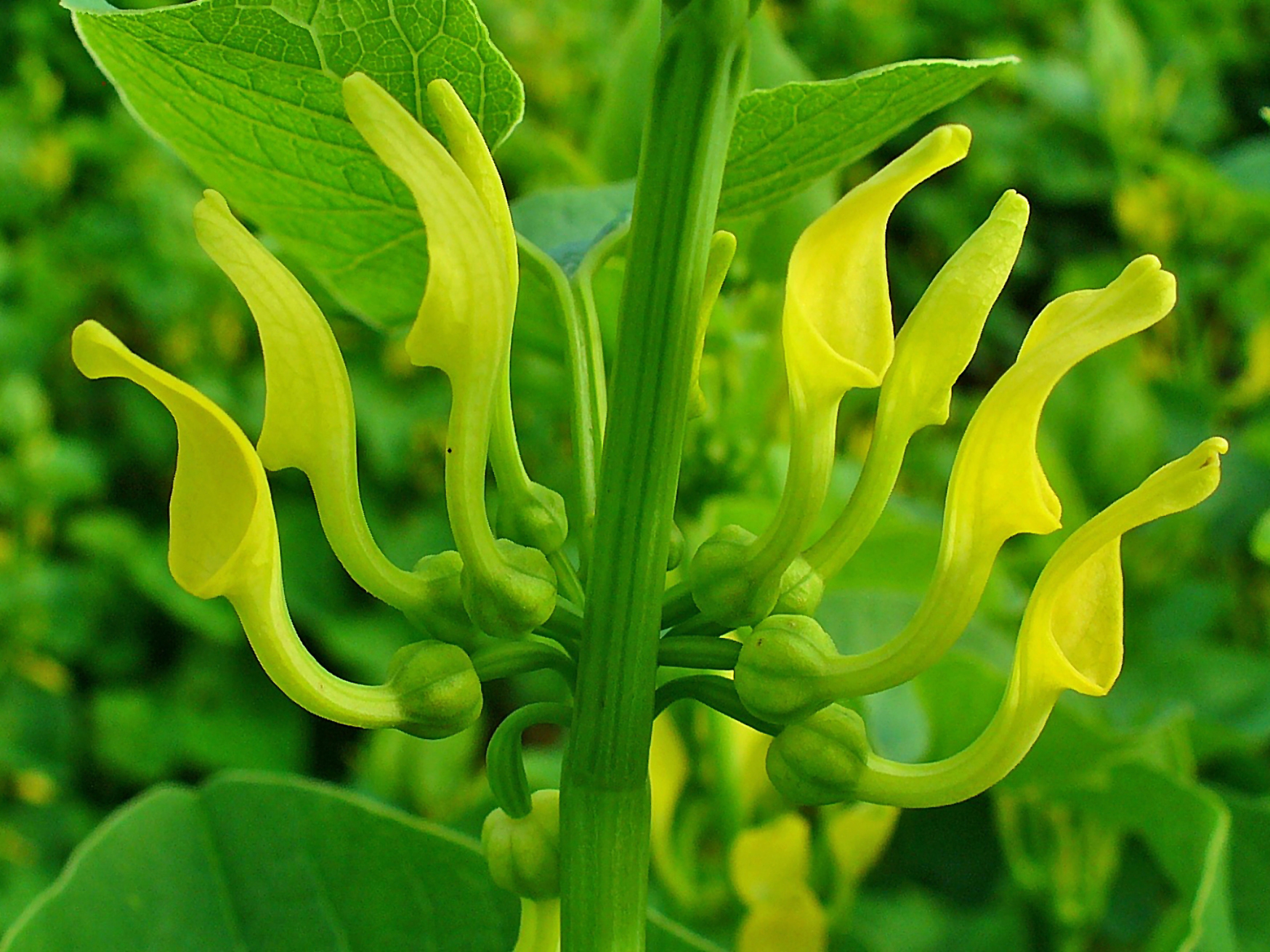
Podražec křovištní (Aristolochia clematitis), čeleď podražcovité
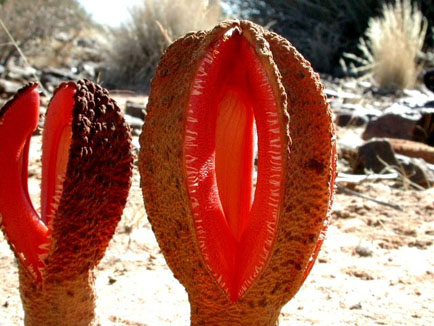
Hydnora africana, čeleď Hydnoraceae
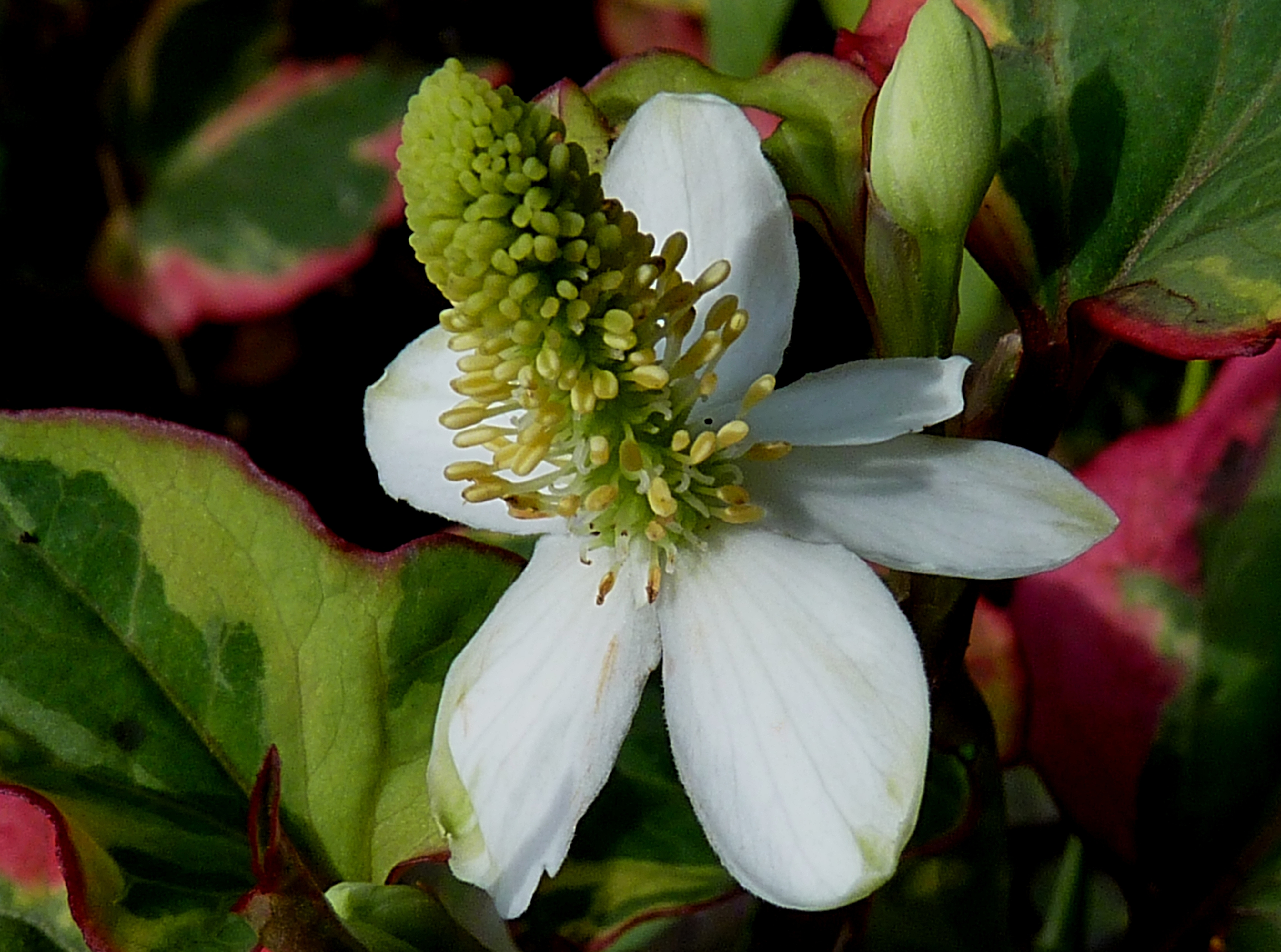
Houttuynia cordata, čeleď ještěrkovcovité

V Cronquistově i Dahlgrenově systému byly podražcotvaré (Aristolochiales) a pepřotvaré (Piperales) rozlišovány jako samostatné řády.
Řád pepřotvaré je řazen do skupiny vývojových větví nižších dvouděložných rostlin nazývané 'Magnoliids'. Podle kladogramů APG je sesterskou větví pepřotvarých řád Canellales. Pozice čeledi Hydnoraceae v rámci řádu je prozatím nejednoznačná. Monotypická čeleď Lactoridaceae je někdy vřazována do čeledi podražcovité (Aristolochiaceae).
Podle posledních fylogenetických studií z roku 2013 se čeleď podražcovité (Aristolochiaceae) ukázala jako nepřirozená skupina a její 2 podčeledi (Aristolochioideae a Asaroideae) tvoří samostatné vývojové větve. Zatím není jasné, zda sesterskou skupinou k Aristolochioideae jsou Lactoridaceae či Hydnoraceae. Vzájemné příbuzenské vztahy se dají zobrazit následujícím fylogenetickým stromem:

|  | Asaroideae                                                                                        |
|  |                                                                                                   |
|  | \| \| Hydnoraceae \| \| \| \| \| \| Lactoridaceae \| \| \| \| \| \| Aristolochioideae \| \| \| \| |
|  |                                                                                                   |
|  | Hydnoraceae                                                                                       |
|  |                                                                                                   |
|  | Lactoridaceae                                                                                     |
|  |                                                                                                   |
|  | Aristolochioideae                                                                                 |
|  |                                                                                                   |

|  | Hydnoraceae       |
|  |                   |
|  | Lactoridaceae     |
|  |                   |
|  | Aristolochioideae |
|  |                   |

|  | Saururaceae |
|  |             |
|  | Piperaceae  |
|  |             |

|  | Asaroideae                                                                                        |
|  |                                                                                                   |
|  | \| \| Hydnoraceae \| \| \| \| \| \| Lactoridaceae \| \| \| \| \| \| Aristolochioideae \| \| \| \| |
|  |                                                                                                   |
|  | Hydnoraceae                                                                                       |
|  |                                                                                                   |
|  | Lactoridaceae                                                                                     |
|  |                                                                                                   |
|  | Aristolochioideae                                                                                 |
|  |                                                                                                   |

|  | Hydnoraceae       |
|  |                   |
|  | Lactoridaceae     |
|  |                   |
|  | Aristolochioideae |
|  |                   |

|  | Saururaceae |
|  |             |
|  | Piperaceae  |
|  |             |

## Význam
Pepřovník černý je zdrojem známého koření, černého pepře. Některé druhy, zejména z čeledí podražcovité (Aristolochiaceae) a ještěrkovcovité (Saururaceae), se pěstují jako okrasné rostliny.